# C/2014 HU195 Valdes-TOTAS
C/2014 HU195 Valdes-TOTAS è una cometa periodica appartenente alla famiglia delle comete halleidi; non essendo ancora stato osservato per la seconda volta un suo passaggio al perielio non è ancora numerata. La cometa è stata scoperta il 5 luglio 2016 dal programma di ricerca astronomica Teide Observatory Tenerife Asteroid Survey (TOTAS). Prima dell'annuncio ufficiale della sua scoperta sono state rinvenute sue immagini risalenti al 24 e 25 aprile 2014 riprese dall'astronomo Francisco Valdes dall'Osservatorio di Cerro Tololo per cui la cometa ha ricevuto il nome sia del programma TOTAS che di Valdes.
Uniche particolarità di questa cometa sono l'avere un perielio appena interno all'orbita Giove e una MOID con lo stesso pianeta di sole 0,1455 UA, fatto che origina passaggi ravvicinati tra i due corpi che porteranno in futuro ad un radicale cambiamento dell'orbita della cometa.